# Wyprawa Magellana (film)
Wyprawa Magellana (org. Elcano y Magallanes. La primera vuelta al mundo) – hiszpański film animowany z 2019 roku. Film powstał we współpracy z rządem Hiszpanii i ma upamiętniać pięćsetną rocznicę słynnej wyprawy Ferdynanda Magellana.

## Treść
Akcja rozpoczyna się w 1519 w Sewilli (Hiszpania). Juan Sebastián Elcano marzy o zostaniu kapitanem okrętu. Jednak z powodu długów grozi mu aresztowanie. Chcąc uniknąć więzienia, zaciąga się na wyprawę organizowaną i dowodzoną przez admirała Ferdynanda Magellana. Magellan jest Portugalczykiem w służbie hiszpańskiej. Celem wyprawy było początkowo były Wyspy Korzenne (Indonezja), gdzie admirał pragnął zdobyć przyprawy, bardzo cenne w Europie. Portugalski ambasador Dacosta nie chce by wyprawa się udała, gdyż uważa Wyspy Korzenne ze strefę wpływu  Portugalii. Wysyła Yago - szpiega i sabotażystę, aby zapobiec powodzeniu wyprawy.

## Oryginalna obsada (głosy)
- Kiko Jáuregui - Juan Sebastián Elcano
- Iñaki Beraetxe - Fernandand Magallan
- Aintzane Krujeiras - Samar
- José Vera - Paco
- Ander Vildósola Gala - Antonio Pifagetta
- Kandido Uranga - Álvaro Dacosta
- Xavier Alkiza - 	Yago

## Polski Dubbing
- Karol Jankiewicz - Juan Sebastián Elcano
- Jacek Król - Fernandand Magallan
- Tomasz Borkowski - Álvaro Dacosta
- Paweł Szczesny - Antonio Pifagetta
- Zbigniew Suszyński - Cartagena
- Wojciech Machnicki - Serrano
- Sławomir Pacek - Yago
- Sebastian Machalski - Enrique
- Maciej Maciejewski - Paco
- Sylwia Gola - Ines

Reżyseria: Dariusz Błażejewski